# 카탸 키핑

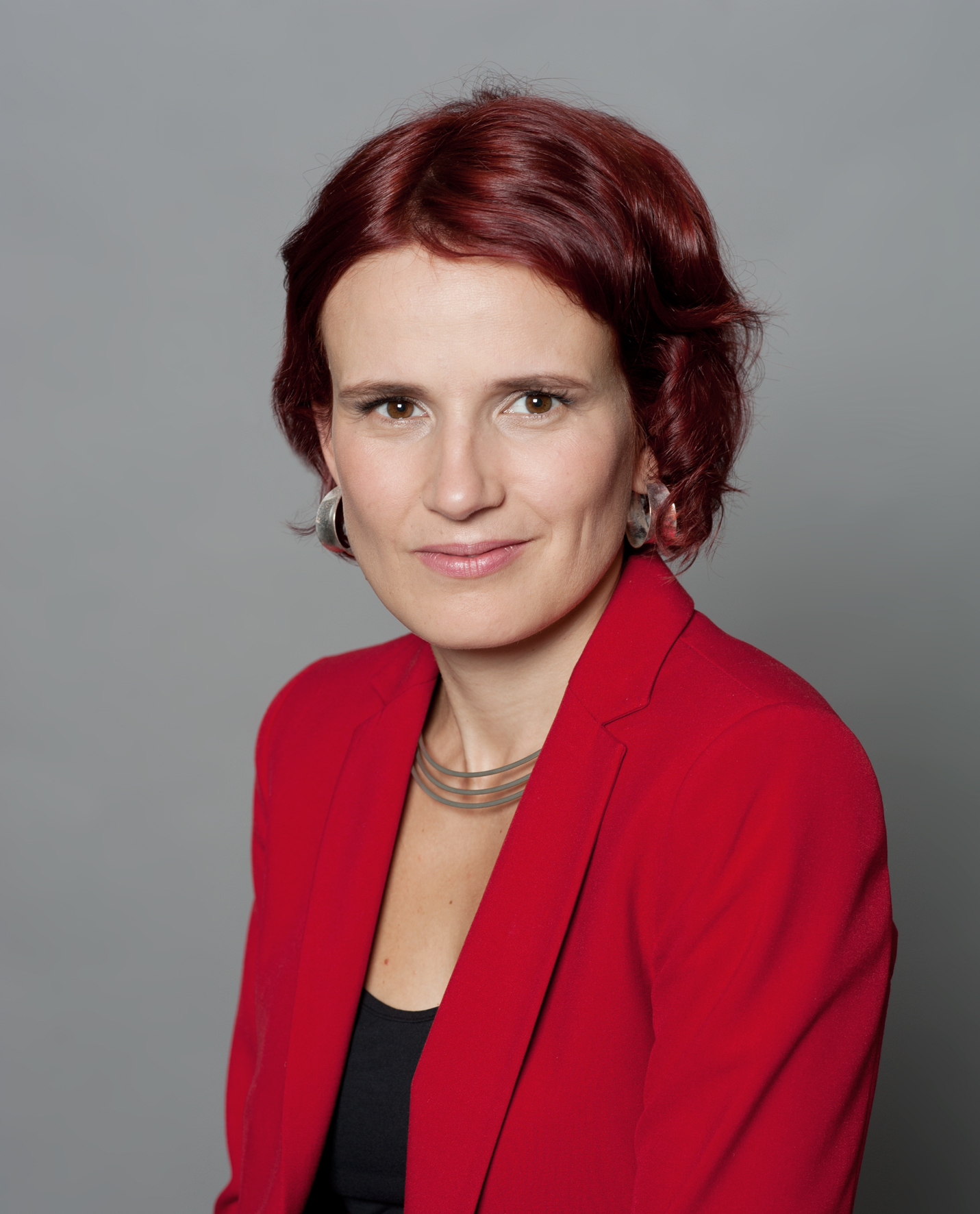
공식 사진 (2013년 촬영)

카탸 키핑(독일어: Katja Kipping, 1978년 1월 18일 드레스덴 ~ )은 독일의 정치인이다. 2012년부터 베른트 리싱어와 함께 좌파당 의장을 맡고 있다.